# Alessandro Gnocchi
Alessandro Gnocchi (Villa d'Adda, 1959) è uno scrittore italiano.

## Biografia
Alessandro Gnocchi, laureato in storia e filosofia, è giornalista professionista e scrittore di tematiche religiose nell'ambito della letteratura contemporanea. Ha fornito le più documentate biografie di Giovannino Guareschi, la cui opera ha approfondito in una decina di saggi dando per primo una lettura cristiana della narrativa guareschiana.
Oltre ai personaggi della saga di Don Camillo ha studiato i personaggi delle opere di Carlo Collodi, Arthur Conan Doyle, Georges Simenon e John Ronald Reuel Tolkien.
Ha collaborato con i quotidiani il Giornale, Il Foglio, La Verità e la rivista di apologetica cattolica Il Timone. Da tempo si occupa soprattutto del sito online Ricognizioni.
In coppia con Mario Palmaro ha scritto numerosi libri di apologetica cattolica. Insieme a Eugenio Corti (autore de Il cavallo rosso) ha presenziato al matrimonio di Palmaro come testimone di nozze.

### La rubrica a Radio Maria e la sospensione
Ha tenuto a Radio Maria una rubrica mensile intitolata "Uomini e Letteratura: incontri alla luce del Vangelo".
La rubrica è stata sospesa in seguito alla pubblicazione di un articolo su Il Foglio del 9 ottobre 2013 scritto con Mario Palmaro e critico nei confronti di Papa Francesco. Ne hanno dato notizia i due conduttori sulle colonne dello stesso quotidiano . La vicenda ha ricevuto attenzione mediatica  

.

### L'ingresso nella Chiesa Ortodossa
Il 19 ottobre 2019 è entrato nella Chiesa ortodossa russa. A questa fase della sua vita ha dedicato un'intensa testimonianza nel libro Ritorno alle sorgenti. Il mio pellegrinaggio a Oriente nel cuore dell'Ortodossia, Monasterium, 2022.
La decisione di lasciare la Chiesa cattolica ed aderire al patriarcato di Mosca ha provocato dure critiche dagli ambienti cattolici tradizionalisti, cui Gnocchi aderiva prima della conversione.

## Opere
Libri sull'opera di Giovannino Guareschi:
- Don Camillo & Peppone. L'invenzione del vero, Milano, Rizzoli, 1995. ISBN 88-17-84403-9
- Giovannino Guareschi, una storia italiana, Milano, Rizzoli, 1998. ISBN 88-17-66088-4
- Il catechismo secondo Guareschi, Milano, Piemme, 2003. ISBN 88-384-6595-9
- Viaggio sentimentale nel mondo piccolo di Guareschi, Milano, Rizzoli, 2005. ISBN 88-17-01001-4
- L'ave Maria di don Camillo, Verona, Fede & Cultura, 2005. ISBN 88-89913-20-7
- Giovannino Guareschi. C'era una volta il padre di don Camillo e Peppone, Casale Monferrato, Piemme, 2008. ISBN 88-17-00359-X
- Lettere ai posteri di Giovannino Guareschi, Marsilio, 2018. ISBN 8831729233

Altri libri:
- Nella buona & nella cattiva sorte. Perché separarsi, perché non separarsi, Milano, Ares, 1996. ISBN 88-8155-124-1
- Liberaci dal male. Romanzo, Verona, Fede & cultura, 2006. ISBN 88-89913-06-1
- Ritorno alle sorgenti. Il mio pellegrinaggio a Oriente nel cuore dell'Ortodossia, Cellio, Monasterium, 2022. ISBN 979-12-80938-08-4

Libri scritti con Mario Palmaro:
- Formidabili quei papi: Pio IX e Giovanni XXIII. Due ritratti in controluce, Milano, Àncora, 2000. ISBN 88-7610-853-X
- Ipotesi su Pinocchio, Milano, Àncora, 2001. ISBN 88-7610-956-0
- Soprannaturale, Watson. Sherlock Holmes e il caso Dio, Milano, Àncora, 2002. ISBN 88-514-0065-2
- Tolkienology. Il segreto della tua personalità coi personaggi del Signore degli anelli, con Paolo Gulisano, Casale Monferrato, Piemme, 2004. ISBN 88-384-8404-X
- Il crocifisso scomodo, con padre Livio Fanzaga, Casale Monferrato, Piemme, 2004. ISBN 88-384-8398-1
- Catholic pride. La fede e l'orgoglio, Casale Monferrato, Piemme, 2005. ISBN 88-384-8502-X
- Manuale di sopravvivenza per interisti, Casale Monferrato, Piemme, 2005. ISBN 88-384-8551-8
- La vendetta dell'antijuventino, Casale Monferrato, Piemme, 2006. ISBN 88-384-1071-2
- Contro il logorio del laicismo moderno. Manuale di sopravvivenza per cattolici, Casale Monferrato, Piemme, 2006. ISBN 88-384-7730-2
- Rapporto sulla tradizione. A colloquio con il successore di monsignor Lefebvre, con Bernard Fellay, Siena, Cantagalli, 2007. ISBN 978-88-8272-356-9
- Io speriamo che resto cattolico. Nuovo manuale di sopravvivenza contro il laicismo moderno, Casale Monferrato, Piemme, 2007. ISBN 88-384-7730-2
- Giovannino Guareschi. C'era una volta il padre di don Camillo e Peppone, Casale Monferrato, Piemme, 2008. ISBN 978-88-384-6872-8
- Il secondo tragico manuale di sopravvivenza per interisti, Casale Monferrato, Piemme, 2008. ISBN 978-88-384-6828-5
- La messa non è finita, Verona, Fede e cultura, 2008. ISBN 978-88-89913-78-9
- Il pianeta delle scimmie. Manuale di sopravvivenza in un mondo che ha rifiutato Dio, Casale Monferrato, Piemme, 2008. ISBN 978-88-384-6827-8
- Tradizione, il vero volto. Chi sono e cosa pensano gli eredi di Lefebvre, Milano, Sugarco edizioni, 2009. ISBN 978-88-7198-569-5
- Cattivi maestri. Inchiesta sui nemici della verità, Milano, Piemme, 2009. ISBN 978-88-384-1070-3
- Viva il Papa! Perché lo attaccano, perché difenderlo, Firenze, Vallecchi, 2010. ISBN 978-88-8427-207-2
- L' ultima messa di padre Pio. L'anima segreta del santo delle stigmate, Milano, Piemme, 2010. ISBN 978-88-566-1408-4
- Cronache da Babele. Viaggio nella crisi della modernità, Verona, Fede e Cultura, 2010. ISBN 978-88-6409-050-4
- La Bella Addormentata. Perché dopo il Vaticano II la Chiesa è entrata in crisi, perché si risveglierà, Firenze, Vallecchi, 2011. ISBN 978-88-8427-228-7
- Ci salveranno le vecchie zie. Una certa idea della Tradizione, Verona, Fede e Cultura, 2012. ISBN 978-88-6409-149-5